# ملعب الإخوة دمان دبيح
ملعب الإخوة دمان دبيح هو ملعب لكرة القدم يقع في مدينة عين مليلة الجزائرية. وهو مقر تدريبات نادي أمل عين مليلة.

## مواضيع ذات صلة
- الرياضة في الجزائر
- الاتحادية الجزائرية لكرة القدم
- قائمة ملاعب كرة القدم في الجزائر

## وصلات خارجية
- (بالعربية) الموقع الرسمي للاتحادية الجزائرية لكرة القدم